# (152576) 1994 NR2
1994 أن أر 2 (ويعرف أيضًا باسم (152576) 1994 أن أر 2 وفق تسمية الكوكب الصغير) (بالإنجليزية: 1994 NR2)‏ هو كويكب ضمن حزام الكويكبات؛ وترتيبه 152576 من حيث الاكتشاف.
اكتُشف هذا الجُرم الفلكي بواسطة إيريك والتر إلست في 11 يوليو 1994.

## وصلات خارجية
- (152576) 1994 NR2 في قاعدة بيانات مختبر الدفع النفاث لأجرام النظام الشمسي الصغيرة

- الاكتشاف · مخطط المدار ·  العناصر المدارية · المعلمات المادية

- (152576) 1994 NR2 على موقع ويكي سكاي: DSS2, SDSS, GALEX, IRAS, Hydrogen α, X-Ray, Astrophoto, Sky Map, Articles and images